# Ponte (Barro)
Ponte es un lugar situado en la parroquia de Barro en el municipio de Noya, provincia de La Coruña, Galicia, España. 
En 2021 tenía una población de 102 habitantes (45 hombres y 57 mujeres). Está ubicada a 55 metros sobre el nivel del mar a 2,5 km de la capital municipal. Las localidades más cercanas son Manle, Xilvir y Vilarbello.